# Leptospathius petiolatus
Leptospathius petiolatus är en stekelart som först beskrevs av Cameron 1905.  Leptospathius petiolatus ingår i släktet Leptospathius och familjen bracksteklar. Inga underarter finns listade i Catalogue of Life.